# Arts Lab
Le Arts Lab ou Arts Laboratory est un centre culturel alternatif situé au 182 Drury Lane, à Londres. Il héberge toutes sortes d'événements culturels, comme des projections de films, des représentations théâtrales ou des happenings artistiques. Fondé en 1967 par Jim Haynes, il ferme ses portes deux ans plus tard, en octobre 1969. 
Dans sa foulée, d'autres Arts Lab sont créés dans toute l'Angleterre. Dans le quartier londonien de Beckenham, un jeune David Bowie participe ainsi en 1968 à la fondation d'un Arts Lab. Vers la même période, le futur scénariste de bande dessinée Alan Moore participe au Arts Lab de Northampton.